# Municipio de Fountain (Kansas)
El municipio de Fountain (en inglés: Fountain Township) es un municipio ubicado en el condado de Ottawa en el estado estadounidense de Kansas. En el año 2010 tenía una población de 157 habitantes y una densidad poblacional de 1,68 personas por km².

## Geografía
El municipio de Fountain se encuentra ubicado en las coordenadas 39°10′6″N 97°52′59″O / 39.16833, -97.88306. Según la Oficina del Censo de los Estados Unidos, el municipio tiene una superficie total de 93.71 km², de la cual 93,7 km² corresponden a tierra firme y (0,01 %) 0,01 km² es agua.

## Demografía
Según el censo de 2010, había 157 personas residiendo en el municipio de Fountain. La densidad de población era de 1,68 hab./km². De los 157 habitantes, el municipio de Fountain estaba compuesto por el 96,82 % blancos, el 0,64 % eran amerindios y el 2,55 % eran de una mezcla de razas. Del total de la población el 1,91 % eran hispanos o latinos de cualquier raza.